# Luis Elías Sojit
Luis Elías Sojit (Buenos Aires, Argentina, 7 de mayo de  1910 - ibídem, 20 de julio de 1982) fue un pionero periodista deportivo y actor de reparto argentino. Sus hermanos fueron los también relatores Manuel Elías Sojit y Boris Sojit.

## Carrera
Luis Elías Sojit, quien se hacía apodar artísticamente como Tijos y desde chico era corredor de coches, comenzó su extensa carrera a los 14 años en 1924 cuando la Argentina le ganó a Uruguay en los Juegos Olímpicos del ´24, disputados en París. Después, en 1933, se fue a Radio Splendid.
Su popularidad llegó transmitiendo por radio partidos de fútbol (como el Campeonato Mundial de Fútbol realizado en Italia en 1934 que supo transmitir por Radio Rivadavia) y campeonatos de boxeo, después pasó al automovilismo donde gritó su famosa frase "¡coche a la vista!", ubicando primero a Raúl Riganti en el transcurso de las 500 Millas de Indianápolis. Solía trasmitir dichos eventos subido a un poste telefónico.
Al desvincularse de DABRÁ organiza su propio plantel, junto a sus hermanos Boris "Mister" y Manuel "Córner". Durante 1937, Sojit relata fútbol, boxeo y automovilismo por LS8 Radio Stentor.
Fue el inventor de las transmisiones del TC. Lo hizo a todo el país siguiendo a Fangio por toda Europa y la Buenos Aires-Caracas.
Trabajó en Radio El Mundo y Radio Mitre con Hernán Jorge Brancotti.
De tendencia política peronista, mantuvo sus convicciones al grito de "Perón cumple, Evita dignifica" y "es un día peronista" en época de grandes conflictos políticos. Tuvo una gran relación con Juan Domingo Perón (quien en 1953 lo comisionó para entrevistarse con Dwight Eisenhower, como con su esposa Eva Duarte (a quien había conocido en 1943 en la antigua Radio Belgrano, que dirigía Jaime Yankelevich). Trabajó con el comentarista Pedro Fiore, Alberto Salotto, Enrique Moltoni, José María Muñoz, Carlos D'Agostino, Antonio Carrizo y Fernando Ochoa.
Tras el golpe de Estado que derrocó a Perón, la dictadura lo obligó a exiliarse, al igual que a decenas de periodistas y artistas opositores al régimen de Pedro Aramburu. Vivió tres años en Brasil. En una década mantuvo relaciones a la distancia. Regresó y junto a sus hermanos Manuel (Corner) y Boris (Mister), después de un tiempo preso por sus opiniones políticas, volvió a la radio, ayudado por un referente del medio con relaciones en altos niveles, Augusto Bonardo.
En 1958, transmitió un gran premio de la República por Radio Argentina, en condiciones muy precarias, casi sin conexiones, robando la información de las otra radios, que tenían mucho mejor apoyo logístico.
En 1960 con José López Pájaro comenzaron a transmitir fútbol por la Radio Porteña, donde debutó Julio Ricardo.
Puso la voz a varias publicidades, mucha de ellas a la par que relataba las carreras. En 1965 fue director de las emisoras comerciales. En ese año reapareció en Radio Colonia de Uruguay.
Fue funcionario del Ministerio de Bienestar Social durante la década de López Rega. [cita requerida]
Además de periodista, Sojit, incursionó en cine como en teatro. Compartió escenas con estrellas de la época dorada del cine argentino como fueron Amanda Varela, Pedro Quartucci, Pepe Arias, Pablo Palitos, Iván Caseros y José Mazzili, Armando Bo, Delia Garcés, Néstor Deval, Miguel Gómez Bao, entre muchos otros.

### Filmografía
- 1937: ¡Segundos afuera!
- 1939: Campeón por una mujer
- 1951: Fangio, el demonio de las pistas[6]

## Vida privada
Casado durante décadas, tuvo tres hijos, Alberto, Eduardo, y Zully Sojit. Fue el padrino del periodista Mario Mactas.
Sus grandes amigos fueron el recordado bandoneonista Aníbal Troilo, y el periodista Juan Carlos Pérez Loizeau, especializado en automovilismo en El Gráfico en 1962.

## Exilio
Cuando el equipo Automundo fue a correr a Europa con Pairetti y Jorge Cupeiro en 1955, Sojit ya se había tenido que ir a Río de Janeiro tras el derrocamiento de Perón. Luego de un tiempo regresó con sus dos hermanos en 1958, momento en el que terminó preso y fue ayudado por Augusto Bonardo, quien en ese momento tenía influencias en el poder y en Radio Belgrano. Volvió en los 70's para seguir con su vocación en pleno gobierno de Héctor J. Cámpora. 
Falleció en 1982 a los 72 años. Sus restos descansan en el Cementerio Israelita de Ciudadela.